# Adam Jagła
Adam Jagła (* 10. Juni 1954 in Świecie; † 17. März 2021) war ein polnischer Radrennfahrer.

## Sportliche Laufbahn
Jagła war im Straßenradsport aktiv. 1978 siegte er im Rennen Gór Świętokrzyskich und im Etappenrennen Wyścigu Przyjaźni Polski i CSRS. 1977 gewann er in der DDR-Rundfahrt eine Etappe. 1978 gewann er erneut eine Etappe und wurde 10. in der Gesamtwertung. 1978 konnte er in der DDR die Harzrundfahrt für sich entscheiden. 1976 belegte er beim Rennen Szlakiem Grodów Piastowskich den 2. Platz.
Jagła bestritt eine Reihe von internationalen Rundfahrten. In der Rheinland-Pfalz-Rundfahrt 1974 wurde er 9., im britischen Milk Race 1976 34. Die Internationale Friedensfahrt 1977 beendete er nicht. 1976 wurde Jagła Dritter im Etappenrennen Alpe–Adria. Bei seinen Teilnahmen in der Polen-Rundfahrt war der 13. Gesamtrang 1978 sein bestes Resultat.